# Jacopo Peri
 Der er for få eller ingen kildehenvisninger i denne artikel, hvilket er et problem. Du kan hjælpe ved at angive troværdige kilder til de påstande, som fremføres i artiklen.

Jacopo Peri (20. august 1561 – 12. august 1633) var en italiensk komponist ved Medicihoffet i Firenze. Hans opera Dafne (ca. 1597) anses for at være verdens første opera, men den er desværre gået tabt. Den tidligste opera i musikhistorien, hvor musikken er bevaret, er Peris Euridice, (1600), der dog sjældent opføres i dag. Efter disse første famlende forsøg skrev og opførte Claudio Monteverdi den første opera, som udnyttede genrens fulde potentiale, L'Orfeo (1607).

## Liv og gerning
Peri var sandsynligvis født i Rom, men studerede hos Cristofano Malvezzi i Firenze. Der arbejdede han i en række kirker, både som sanger og organist. I 1587 blev han ansat som tenorsanger og udøver på klaviaturinstrumenter ved fyrstefamilien Medicis hof, og i 1591 blev han udnævnt til kapelmester. Hans tidligste værker var lejlighedsmusik for teateret, intermedio og madrigaler.

### Monodi og generalbas
Mellem 1577 og 1582 holdt en udvalgt kreds adelige, digtere og musikere ugentlige møder med kunstfilosofiske samtaler i hjemmet for grev Giovanni de' Bardi. Et af medlemmerne i Camerata Fiorentina, som de kaldte sig, Girolamo Mei, studerede antikkens musik og mente, at antikkens dramaer blev sunget og ikke talt. Teorien er sandsynligvis forkert, men forsøget på at genskabe den "snakkesang", de troede, at hellenerne anvendte, blev impulsen, som igangsatte udviklingen af recitativet.
I 1590-erne blev Peri bekendt med Jacopo Corsi, tidens ledende musikmæcén i Firenze. De var begge af den opfattelse, at samtidens kunst var underlegen antikkens og ville forsøge at genskabe de græske tragedier og antikkens musik. Deres arbejde byggede på Camerata Fiorentinas første forsøg på at udvikle monodisk musik og generalbas, og denne nye måde at akkompagnere ved hjælp af et klaviatur- eller lutinstrument gav sangen et fast støttepunkt, som gjorde ordene og meningen forståelige.

### Operaen opstår
I begyndelsen af foråret 1598 blev der i Jacopo Corsis hjem opført et musikstykke, som i dag regnes som den første opera i musikhistorien, La Dafne favola drammatica, dramatiske fabler i en prolog og seks scener. Teksten var skrevet af digteren Ottavio Rinuccini, som for at klargøre sine intentioner komponerede musikken til nogle af sangene, men han overlod til Peri at fuldføre værket. To tekstfragmenter fra en afskrift er bevarede, resten er gået tabt.
Den andre opera blev til i forbindelse med Henrik IV af Frankrig og prinsesse Maria de' Medicis storslåede bryllupsfest i Palazzo Pitti i Firenze: L'Euridice favola drammatica, dramatiske fabler i en prolog og seks scener. Også denne gang var teksten skrevet af Rinucci, musikken stod Peri for, men han skriver i forordet, at dele af musikken er skrevet af Giulio Caccini. Recitativerne blev placeret mellem arierne og korene og blev brugt for at føre handlingen fremad.
Den tredje opera af Peri, La Flora o vero Il Natal de' Fiori, blev opført den 11. oktober 1628 i anledning af hertug Odoardo Farnese af Parma og prinsesse Margherita av Toscanas bryllupsfest, også den i Palazzo Pitti.

## Recitativet
Det grundlæggende nye er recitativet: akkompagnementet består kun af nogle få grundakkorder, og bassen bevæger sig næsten ikke. Sangstemmerne synger praktisk talt uden pause, det vil sige uden at blive afbrudt af instrumentalmusik, og de få akkompagnerende instrumenter begrænser sig til cembalo og lut.
En samling strofiske digte er bevarede efter Peri, Le Varie Musiche (1609), komponeret i den nye monodiske stil med formerne recitativ og solo-madrigaler.
Claudio Monteverdi overtog, udvidede og fuldendte det, som komponisterne i Camerata Fiorentina havde påbegyndt, og derefter bredte operaformen sig ud over Italien fra Firenze og videre ud i Europa, hvor den siden har beholdt sin betydning.

## Værker
- "La Dafne favola drammatica", dramatiske fabler i en prolog og seks scener
- "L'Euridice favola drammatica", dramatiske fabler i en prolog og seks scener
- "La Flora o vero Il Natale de' Fiori"
- "Le Varie Musiche" a 1,2 e 3 voci con alcuni spirituali (1609)